# 1960년 대한민국
이 문서는 1960년 대한민국에서 일어난 사건을 다룬다.

## 재임자
제1공화국
- 대통령 : 이승만 (~4월 27일)
- 부통령 : 장면 (~4월 25일)
  - 대통령 권한대행 : 허정 (4월 27일 ~ 6월 15일)

제2공화국
- 대통령: 윤보선 (8월 12일~)
  - 대통령 권한대행 : 곽상훈 (6월 16일 ~ 6월 23일), 허정 (6월 23일 ~ 8월 7일), 백낙준 (8월 8일 ~ 8월 12일)
- 국무총리 : 허정 (6월 15일 ~ 8월 18일), 김도연 (8월 16일~8월 17일), 장면 (8월 19일~)